# جو کرزیر (بازیکن فوتبال، زاده ۱۸۸۹)
جو کرزیر (انگلیسی: Joe Crozier; ۴ دسامبر ۱۸۸۹ – ۱۹۶۰ (۷۰−۷۱ سال)) بازیکن فوتبال بود.
از باشگاه‌هایی که در آن بازی کرده‌است می‌توان به باشگاه فوتبال گریمزبی تاون اشاره کرد.